# Panský dvůr (Cvrčovice)
Panský dvůr stojí v obci Cvrčovice v okrese Brno-venkov, poblíž místního zámku. Komplex dvou budov čp. 52 a 53 je chráněn jako kulturní památky České republiky, památkově chráněna byla i zbořená brána.

## Historie
Jedním ze dvou svobodných dvorů v Cvrčovicích byl dvůr Buriana Žabky z Limberku. V druhé polovině 16. století jej vlastnil Jakub Střelický ze Střelic. V roce 1588 koupil dvůr nejvyšší rychtář Moravského markrabství Bernard Drnovský z Drnovic. V té době panský dvůr měl 18 lánů, vinný šenk a sklep, tzv. Panskou louku a dvě jezírka. V roce 1772 dvůr získali Ditrichštejnové, kteří jej vlastnili do roku 1858.

## Popis
Na začátku 18. století nechali hrabata z Thurnu postavit správní a hospodářskou budovu dvora, které byly součástí zámku. Obě budovy byly na štítové straně spojeny bránou, na které byl erb Ditrichštejnů. Brána byla ve druhé polovině 20. století zbořena.
Obě budovy jsou přízemní omítané zděné stavby postaveny z cihel na půdorysu obdélníku. Hospodářská budova má mansardovou střechu, správní budova má sedlovou střechu. Fasády jsou hladké, okna jsou pravoúhlá v šambránách. Hlavní (podstřešní) římsa je profilovaná. Ve správní budově je nad portálem umístěn trojúhelníkový fronton. Vchod do hospodářské budovy má půlkulaté zaklenutí s klenákem ve vrcholu. Místnosti budov jsou zaklenuty valenou klenbou, valenou klenbou s lunetami a českou plackou se zrcadly. Podle dendrochronologického průzkumu krovů byly stromy smýceny v období 1772–1773 (správní budova) a 1785–1786 (hospodářská budova).